# كينت يوهانسون
كينت يوهانسون (بالسويدية: Kent Johansson)‏ هو لاعب هوكي الجليد سويدي، ولد في 13 أبريل 1956 في Katrineholm ‏ في السويد.

## وصلات خارجية
- كينت يوهانسون على موقع EliteProspects.com (الإنجليزية)
- كينت يوهانسون على موقع Eurohockey.com (الإنجليزية)
- كينت يوهانسون على موقع HockeyDB.com (الإنجليزية)